# Frank Ballance

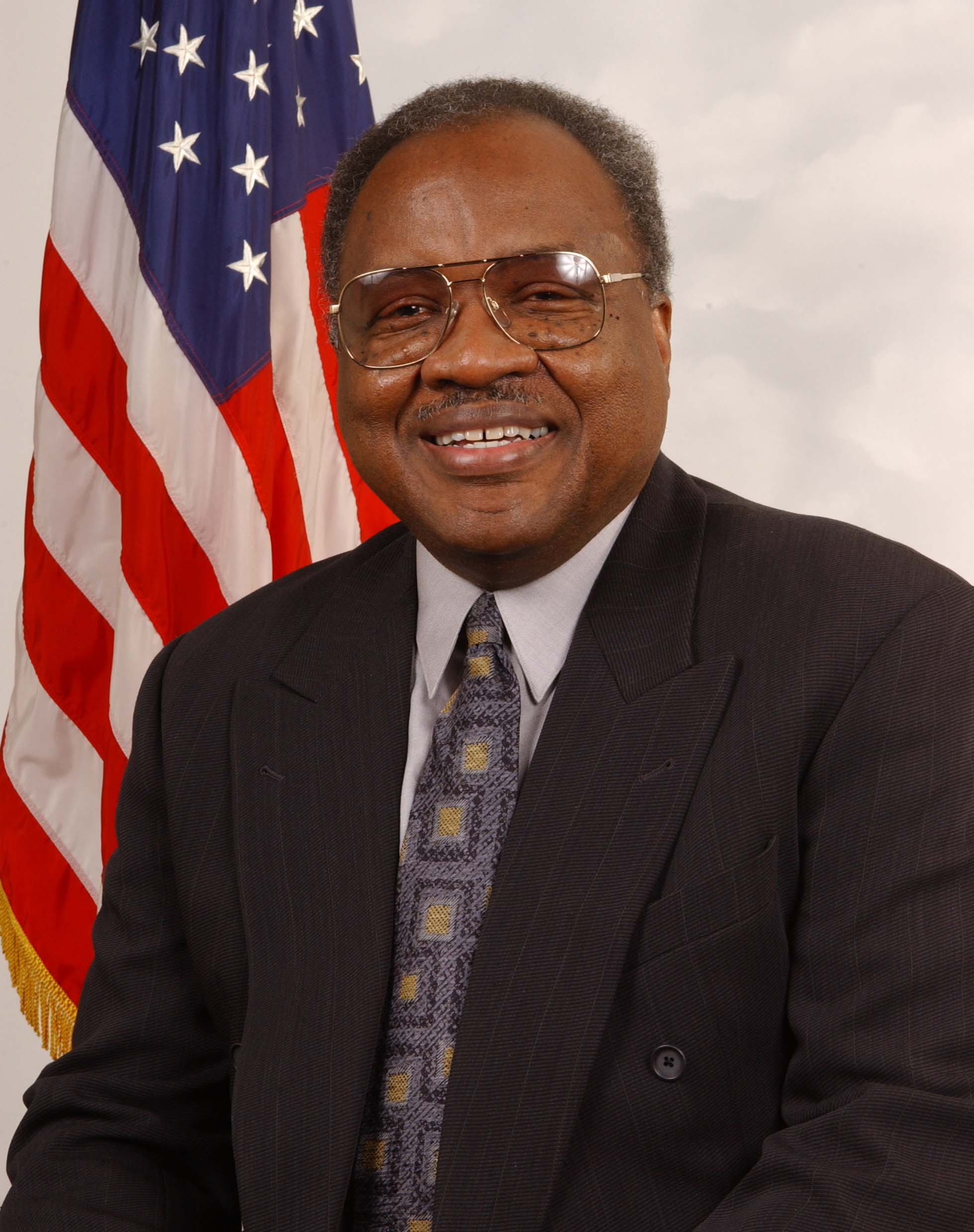
Frank Ballance

Frank W. Ballance Jr. (* 15. Februar 1942 in Windsor, Bertie County, North Carolina; † 22. Februar 2019) war ein US-amerikanischer Politiker. Zwischen 2003 und 2004 vertrat er den Bundesstaat North Carolina im US-Repräsentantenhaus.

## Werdegang
Frank Ballance besuchte bis 1959 die W.S. Etheridge High School in seiner Geburtsstadt Windsor. Anschließend studierte er bis 1963 an der North Carolina Central University in Durham. Daran schloss sich bis 1965 ein Jurastudium an. In der Folge arbeitete Ballance unter anderem als Rechtsanwalt. Im Jahr 1968 diente er in der Nationalgarde von North Carolina, deren Reserve er bis 1971 angehörte. In den Jahren 1965 und 1966 lehrte er Jura am South Carolina State College.
Politisch schloss sich Ballance der Demokratischen Partei an. Zwischen 1982 und 1985 saß er als Abgeordneter im Repräsentantenhaus von North Carolina; von 1989 bis 2002 gehörte er dem Staatssenat an. Bei den Kongresswahlen des Jahres 2002 wurde Ballance im ersten Wahlbezirk von North Carolina in das US-Repräsentantenhaus in Washington, D.C. gewählt, wo er am 3. Januar 2003 die Nachfolge von Eva M. Clayton antrat. Im Kongress wurde er Mitglied im Landwirtschaftsausschuss und im Committee on Small Business. Am 11. Juni 2004 legte er aus gesundheitlichen Gründen sein Mandat nieder. Nach einer Nachwahl fiel dieses an G. K. Butterfield.
Im weiteren Verlauf des Jahres 2004 geriet Frank Ballance mit dem Gesetz in Konflikt. Am 2. September wurde er wegen verschiedener Delikte, darunter Geldwäsche und Erpressung, angeklagt. Im Oktober 2005 wurde er zu vier Jahren Gefängnis und einer Geldstrafe von 10.000 Dollar verurteilt. Er trat seine Haft am 30. Dezember 2005 an und wurde im Juni 2009 wieder entlassen. Frank Ballance war verheiratet und hatte drei Kinder.